# Barzoï
Le barzoï ou lévrier russe (en russe : русская псовая борзая, transcrit : Rousskaïa Psovaïa Borzaïa, « psovaïa borzaïa » signifiant « rapide à poils longs ») est une race canine originaire de Russie. La Fédération cynologique internationale le classe dans le groupe 10, lévriers, section 1, standard no 193.
Utilisation : lévrier de chasse, de course et de poursuite à vue sur leurre.

## Description
C'est un très beau lévrier, grand, élancé, élégant, à l'allure aristocratique. Il a une conformation harmonieuse, une taille imposante, une fourrure riche et belle en couleurs, des proportions équilibrées et des mouvements gracieux; il dégage une indéniable noblesse.[réf. nécessaire]

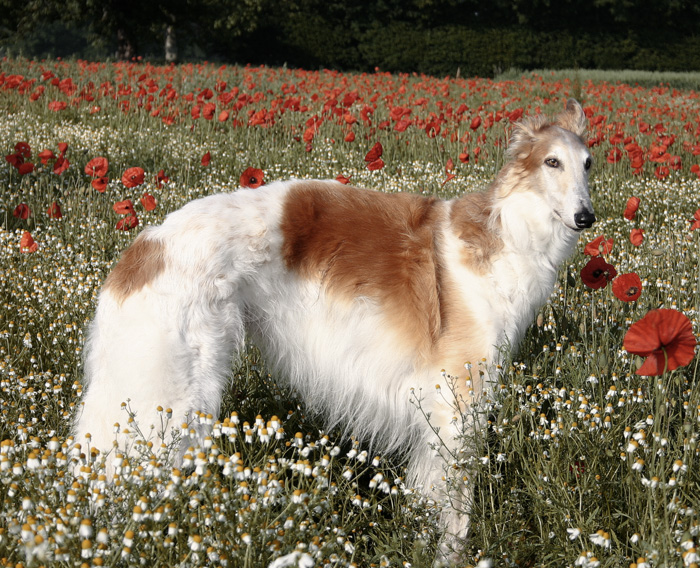
Un barzoï de six ans.

Bien entraîné, il est rapide et endurant à la course mais ne dépasse pas 55 km/h en pointe. Il peut être dangereux au combat car il est puissant et courageux.[réf. nécessaire]
Sa taille va de 75 à 85 cm au garrot, pour les mâles, et de 68 à 78 cm au garrot pour les femelles.

## Histoire

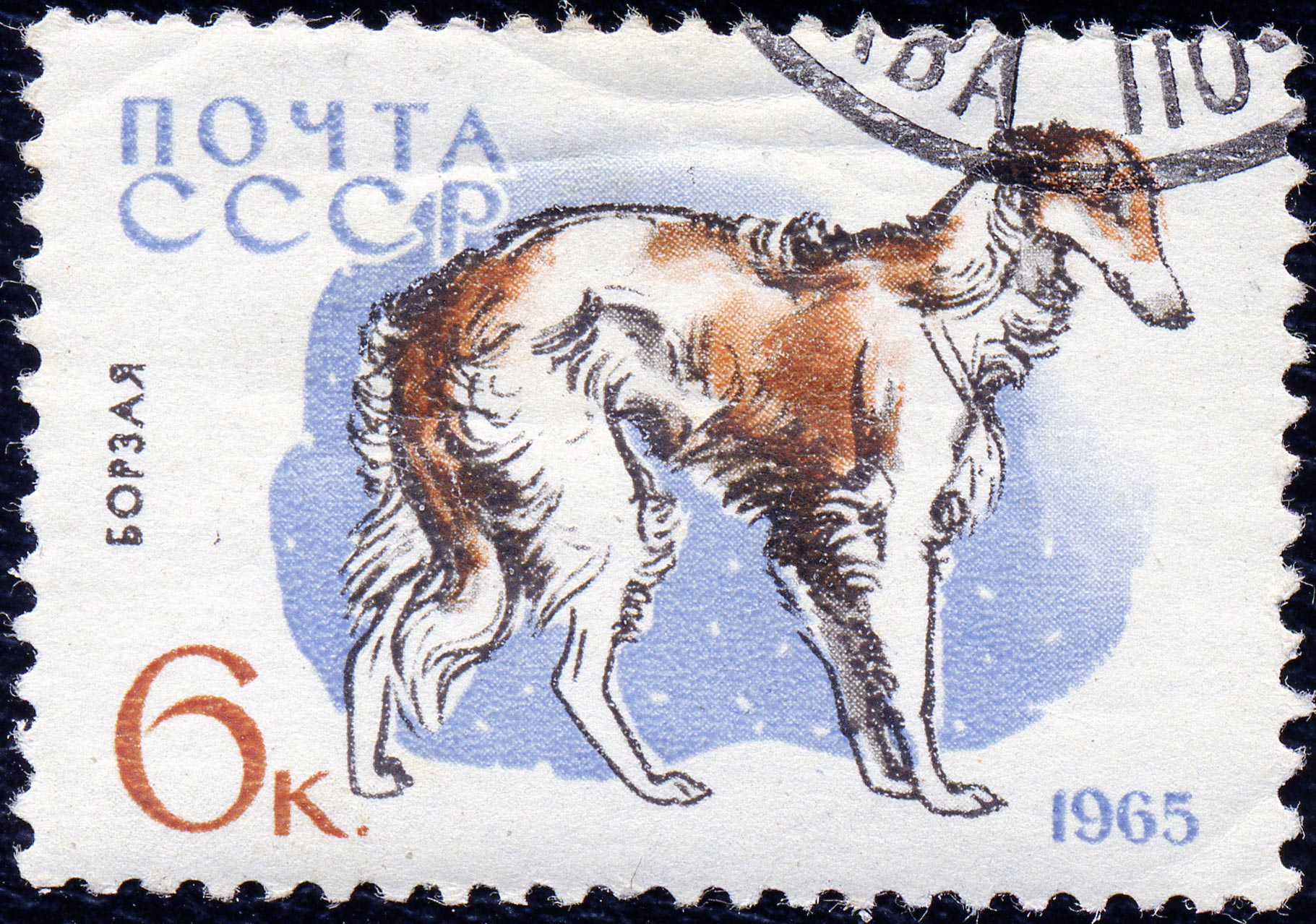
Barzoï. Timbre soviétique 1965.

Les origines du barzoï sont lointaines et controversées.
Il serait issu de croisements entre différents lévriers asiatiques (à l'origine sloughi/tazi) et le laïka, chien de type spitz, à poils longs, originaire de Russie septentrionale, utilisé notamment pour la chasse et le trait. D'autres croisements sont sans doute intervenus par la suite. Par ailleurs, en l'état actuel des connaissances, on ne saurait exclure la possibilité d'une origine directement liée à la faune sauvage. En tout état de cause, la sélection opérée par les éleveurs a abouti à la création d'une race plus ou moins homogène, dès la fin du XVIIIe siècle.
La première mention d'un lévrier russe - mais pas forcément du psovoi borzoi - en France, date du début du XIe siècle. Selon une chronique, Anne de Kiev, fille de Iaroslav le Sage, grand-prince de Kiev, qui épousa en secondes noces le roi Henri Ier, était escortée de trois lévriers: un noir, un gris et un fauve. Elle aimait, nous dit-on, beaucoup chasser à courre.
On sait également qu'en 1519, le roi du Danemark, Christian II, offrit à François Ier, roi de France, des lévriers de race russe, ramenés de Moscovie.
Dans son Rerum Moscoviticarum Commentarii (Notes sur les affaires moscovites), publié en 1549, le baron Sigismund von Herberstein, ambassadeur de l'empereur Maximilien Ier auprès du grand-prince Vassili III de Moscou, décrivit une chasse grand-ducale à laquelle il avait assisté en qualité d'invité. Cette chasse se déroulait de la manière suivante: des rabatteurs battaient les bouquets d'arbres et les broussailles pour en faire sortir les lièvres et lorsque ceux-ci apparaissaient à découvert, les chasseurs postés alentour lâchaient leurs lévriers. Selon Artem Boldarev, lui-même propriétaire d'une célèbre meute (Woronzova) et grand connaisseur de la race, « c'était bien avec des borzoïs que chassait le grand-prince Vassili III. Il existe une miniature de missel où il est représenté allant en pèlerinage, assis dans un traîneau et suivi de son écuyer de chasse menant en laisse sa svora composée de trois borzoïs. Ceux-ci sont très reconnaissables à leur museau allongé, à leur long poil et à leur queue en forme de faucille ».
La première description connue d'un « lévrier russe à poil dense » date du début du XVIIe siècle (1635). Elle se trouve dans un ouvrage intitulé Les Règles de la chasse avec le lévrier à poil long, rédigé par Christian von Lessing, de Riga.
Au XVIIIe siècle, la chasse à courre atteint son âge d'or, en Russie. La plupart des membres de la dynastie des Romanov (fondée en 1613) et de la noblesse terrienne russe ont, de tout temps, aimé et assidûment pratiqué la chasse à courre, avec des barzoïs, voire d'autres lévriers, et des chiens courants. Cette forme de chasse est unique en son genre : elle implique une meute de chiens courants et une meute de barzoïs. Lancée dans les sous-bois par les veneurs à cheval, la meute de chiens courants rabat le gibier en terrain découvert, en direction des barzoïs postés à distance. Les chasseurs à cheval mènent les barzoïs en svora de deux ou trois (le mot svora désigne aussi bien le couple ou le trio de chiens que la longue lanière de cuir qui les retient). Aussitôt libérés à la vue du gibier, les barzoïs doivent le rattraper pour le tuer ou l’immobiliser.
Qu'ils chassent par goût ou par tradition, les Russes entretiennent alors des équipages fastueux. À l'exemple d'un certain Samsonov, à Smolensk, qui possède un millier de chiens et, nous dit-on, ne manque jamais d'ajouter les mots « premier chasseur de Russie » après sa signature. Le barzoï est élevé en meutes bien distinctes (couleurs de robes, nature du poil, formes de têtes, tailles, etc.) selon les goûts respectifs des chasseurs. On l’utilise pour la chasse au lièvre, au renard mais aussi au loup, au cerf ou au sanglier.

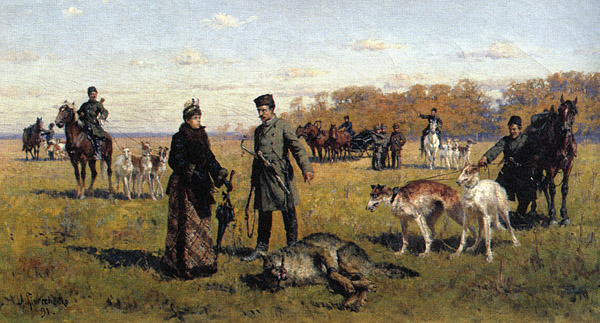
Le Loup capturé, par Alexeï Kivchenko, 1891.

L'abondante iconographie picturale disponible dès le XIXe siècle atteste que la race est désormais à son point culminant, même dans la diversité de ses types. Mais l'abolition du servage de 1861, lui porte un premier coup presque fatal. Les propriétaires terriens perdent une importante main-d'œuvre gratuite. « Les neuf-dixièmes des équipages de chasse sont liquidés », écrit Artem Boldarev. Pourtant, il en reste encore un grand nombre.
À partir des années 1870, le barzoï se dissémine peu à peu dans le monde entier. On commence à le connaître en Angleterre, en France, en Amérique et ailleurs. Toutefois, la morphologie de certains individus donne matière à discussion. Les types sont très variables, souvent abâtardis.
En Russie, quelques éleveurs se mobilisent pour tenter de sauver la race, à l'aide des dernières meutes disparates qui existent encore. En 1873, et à l'initiative du comte V.A. Cheremetiev, ils fondent l'Association impériale pour la propagation des chiens de chasse et la réglementation de la chasse. Celle-ci organise des expositions et des épreuves de courre en champ clos.

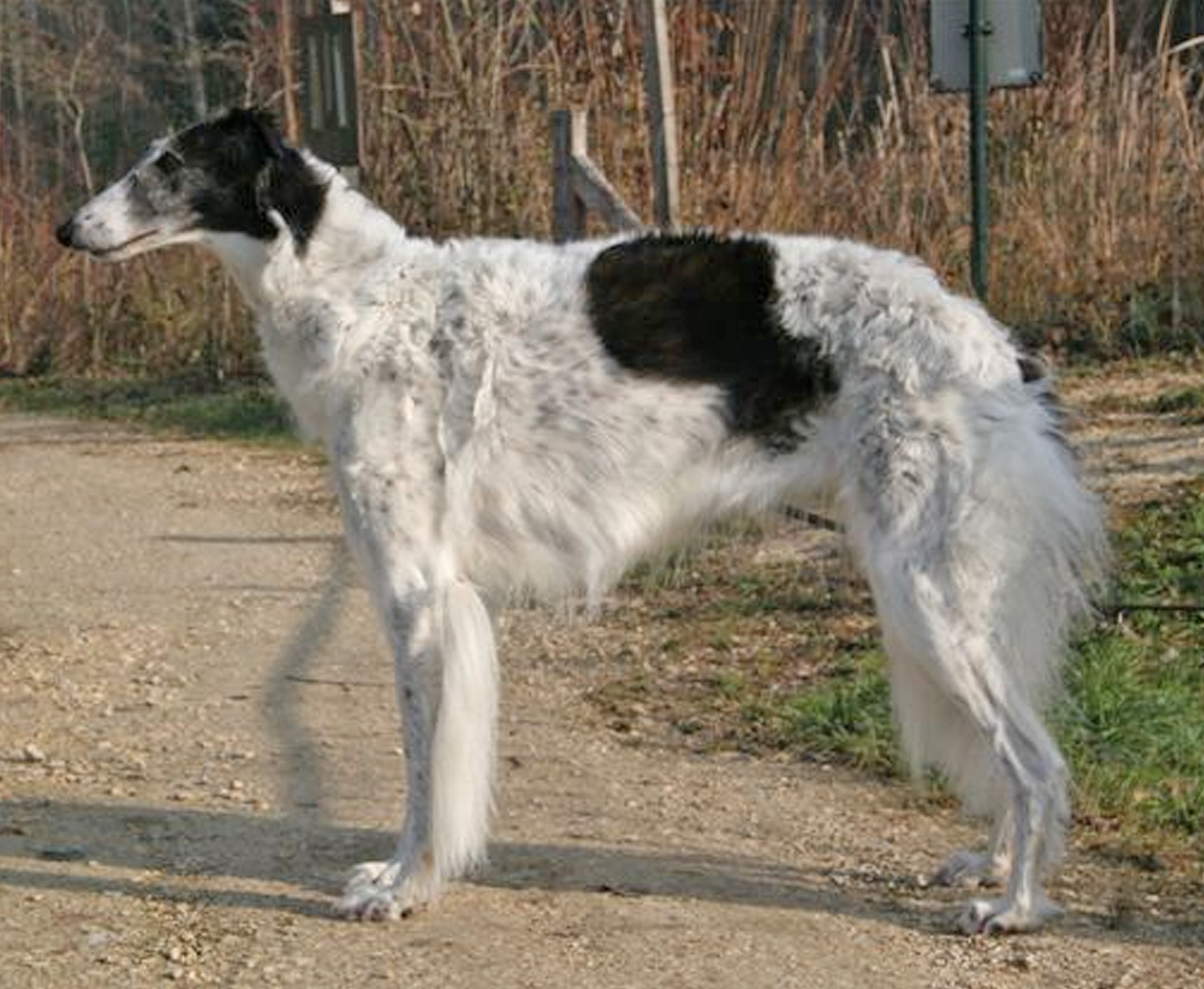
Une belle femelle typée.

En 1887, le grand-duc Nicolaï Nicolaïevitch Romanov (1856-1929) crée sa propre chasse, sur le domaine de Perchino (province de Toula). Sa meute restera la plus célèbre et sans doute la plus belle parmi toutes celles dont l'histoire a retenu le nom. Nicolaï Nicolaïevitch était non seulement un grand militaire de carrière mais aussi un chasseur passionné et un éleveur avisé. On peut par ailleurs admettre que, s'agissant de ses équipages de chasse, il prenait volontiers conseil auprès de son intendant, Dmitri Valtsov, auteur d'un ouvrage de référence, consacré à Perchino (La Chasse de Perchino), publié en Russie, en 1913.
Malheureusement, la révolution russe de 1917 va quasiment anéantir le barzoï dans son pays d'origine. En raison de leur association avec l'aristocratie russe, le barzoï est massacré en masse par les communistes révolutionnaires.Par chance, les nombreux individus exportés précédemment — en particulier de Perchino — dans plusieurs pays d’Europe et même aux États-Unis permettront de sauver la race.
Le barzoï a été très à la mode dans la société de l’entre-deux-guerres.

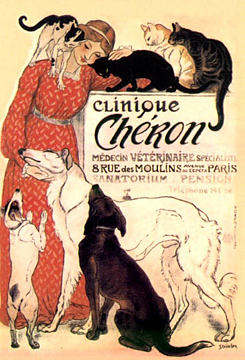
« Clinique Chéron », lithographie et affiche de Théophile Alexandre Steinlen (crayon et pinceau, H 1,97 m, L 1,40 m, mai 1905), représentant, entre autres, un barzoï.
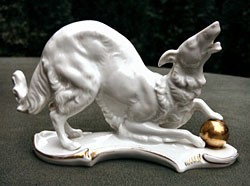
Porcelaine représentant un barzoï jouant avec une balle (Fraureuth).
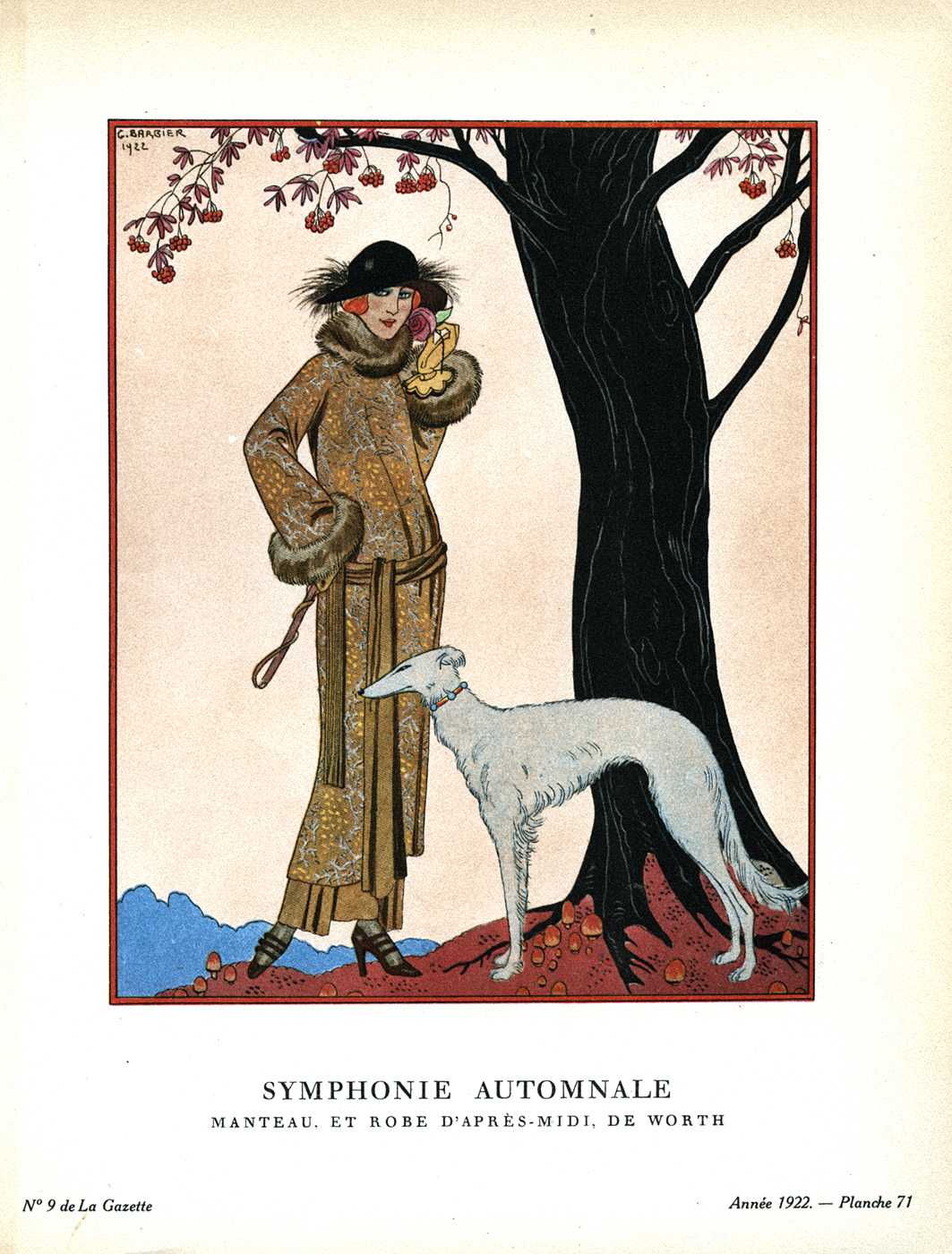
La Gazette no 9, illustration de George Barbier.
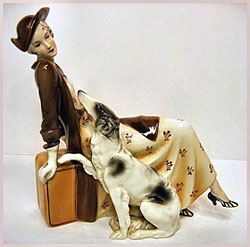
Porcelaine peinte représentant une femme et un barzoï (Katzhütte).
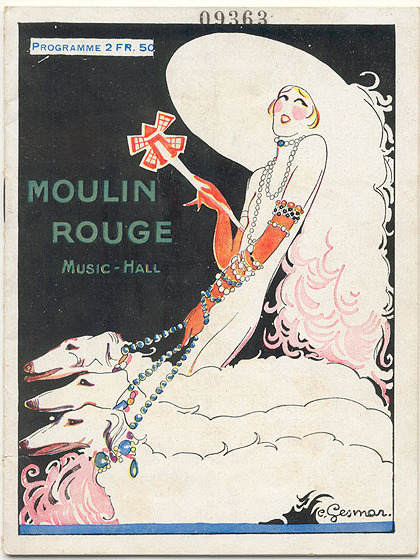
Couverture du programme du music-hall Moulin Rouge, de l'année 1926, signée Charles Gesmar, représentant Mistinguett et trois barzoïs.

Son iconographie est extrêmement riche (tableaux, bronzes, faïences, porcelaines, illustrations, cartes postales, affiches, photos). Puis il est retombé dans un semi-oubli, après la Seconde Guerre mondiale.
Hormis les pays où l'on peut encore chasser avec des lévriers (Russie, pays de l'Est et États-Unis, entre autres), le barzoï est surtout devenu un chien de compagnie, qui fréquente aussi souvent les cynodromes et les terrains aménagés pour la poursuite à vue sur leurre.
La poursuite à vue sur leurre (faux gibier en peau ou en plastique) convient très bien au barzoï car elle lui permet de satisfaire à ses instincts de chasseur tout en montrant son intelligence au courre.

## Caractère
Le barzoï est un animal doux, calme, réservé, notamment avec les gens qu'il ne connaît pas. Mais cette « eau dormante » peut aussi cacher un tempérament fougueux. Certains sujets bien nés, encore très proches de leurs ancêtres chasseurs, possèdent plus que d'autres un feu intérieur qui ne demande qu'à fuser, toute leur vie durant. Vivre avec un barzoï n'est pas toujours de tout repos ! 

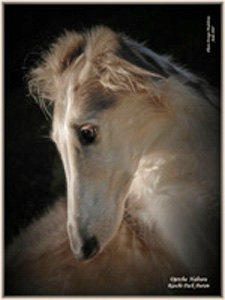
Une tête fine et ciselée.

Il développe un lien étroit avec son maître et peut devenir un compagnon dévoué et affectueux pour ceux qui prennent le temps de gagner sa confiance[réf. nécessaire]. Mais il n'est jamais servile. Il peut être un excellent gardien. Il se montre parfois impatient avec les enfants dont l'agitation le poussera à fuir ou — on ne peut l'exclure — à réagir de manière agressive, s'il est vraiment « poussé à bout ». Très intelligent, parfois très déterminé, il requiert une éducation tout en finesse car il est très sensible et ne supporte pas la brutalité.
Pour être équilibré, le barzoï adulte a besoin de se dépenser, de jouer et de courir tous les jours (attention : l'exercice du jeune barzoï en croissance doit être soigneusement modulé, jusqu'à l'âge d'environ 12 mois). À la maison, il aime le confort et la tranquillité.

## Soins et santé
L'entretien du Barzoï se limite au strict minimum, pour un chien à poils longs: un bon brossage soigneux, une à deux fois par semaine, suffit. Un bain de temps à autre et en particulier deux jours avant une exposition (afin que le poil soit particulièrement beau et naturel).
S’il est élevé de manière appropriée et s’il vit dans des conditions favorables à son développement, à son épanouissement, le barzoï est un animal vigoureux et résistant. Cela dit, son espérance de vie est de 10 ans, rarement plus. En règle générale, les femelles vivent plus longtemps que les mâles, jusqu'à 13 ans.
Pathologies répertoriées chez le barzoï, énumérées par ordre alphabétique :
- Affections oculaires diverses, dont la rétinopathie du Barzoï[6]
- Cardiopathies (entre autres : la dysplasie valvulaire)
- Hypothyroïdie (insuffisance thyroïdienne)
- Maladie d’Addison (insuffisance surrénale)
- Spondylopathies (entre autres : le syndrome de Wobler)[7]
- Torsion (ou retournement) d’estomac (volvulus) avec ou sans dilatation, consécutive ou non à une torsion splénique

Toutes ces affections – sauf la rétinopathie dans sa forme propre au Barzoï – touchent également de nombreuses autres races canines. La plupart sont héréditaires ou à prédisposition raciale.

## Sports
- Épreuves de chasse en Russie
- Le coursing ou poursuite à vue sur leurre
- Le racing

## Filmographie
- Wolf Hunting in Russia (Chasse au loup en Russie) (1910), Pathé Frères : https://www.youtube.com/watch?v=75ZqsQUZI2U ;
- Scène de chasse au loup dans le film Guerre et Paix (1967) de Serge Bondartchouk, tiré du roman du même nom de Léon Tolstoï ;
- Dans le film Légendes d'automne (1994), Susannah arrive dans le Montana avec un barzoï. ;
- Le barzoï de Pink Floyd en concert : https://www.youtube.com/watch?v=BdFOgLyk6Qs ;
- Hunger Games (2012), passage de deux barzoïs sur le quai lors de l'arrivée en train de Katniss et Peeta au Capitole .